# Блюменау, Дмитрий Иосифович
Дмитрий Иосифович Блюменау (14 марта 1926, Ленинград, СССР — 2012) — советский и российский педагог и специалист в области информатики, Доктор педагогических наук.

## Биография
Родился 14 марта 1926 года в Ленинграде. В 1951 году поступил на филологический факультет ЛГУ, который он окончил в 1956 году. Одного диплома ему показалось мало, и тогда он в 1961 году поступил на библиотечный факультет ЛГИКа, который он окончил в 1965 году. Постепенно ввёл в библиотечное дело информационные системы для облегчения труда библиотечных работников. Подготовил плеяду молодых специалистов в области библиотечного дела и под его руководством защищены кандидатские и докторские диссертации.
Скончался в 2012 году.

## Научные работы
Основные научные работы посвящены проблемам теории и технологии научно-информационной деятельности. Автор свыше 60 научных работ, книг и учебных пособий.